# Katedrála Panny Marie (Palma de Mallorca)

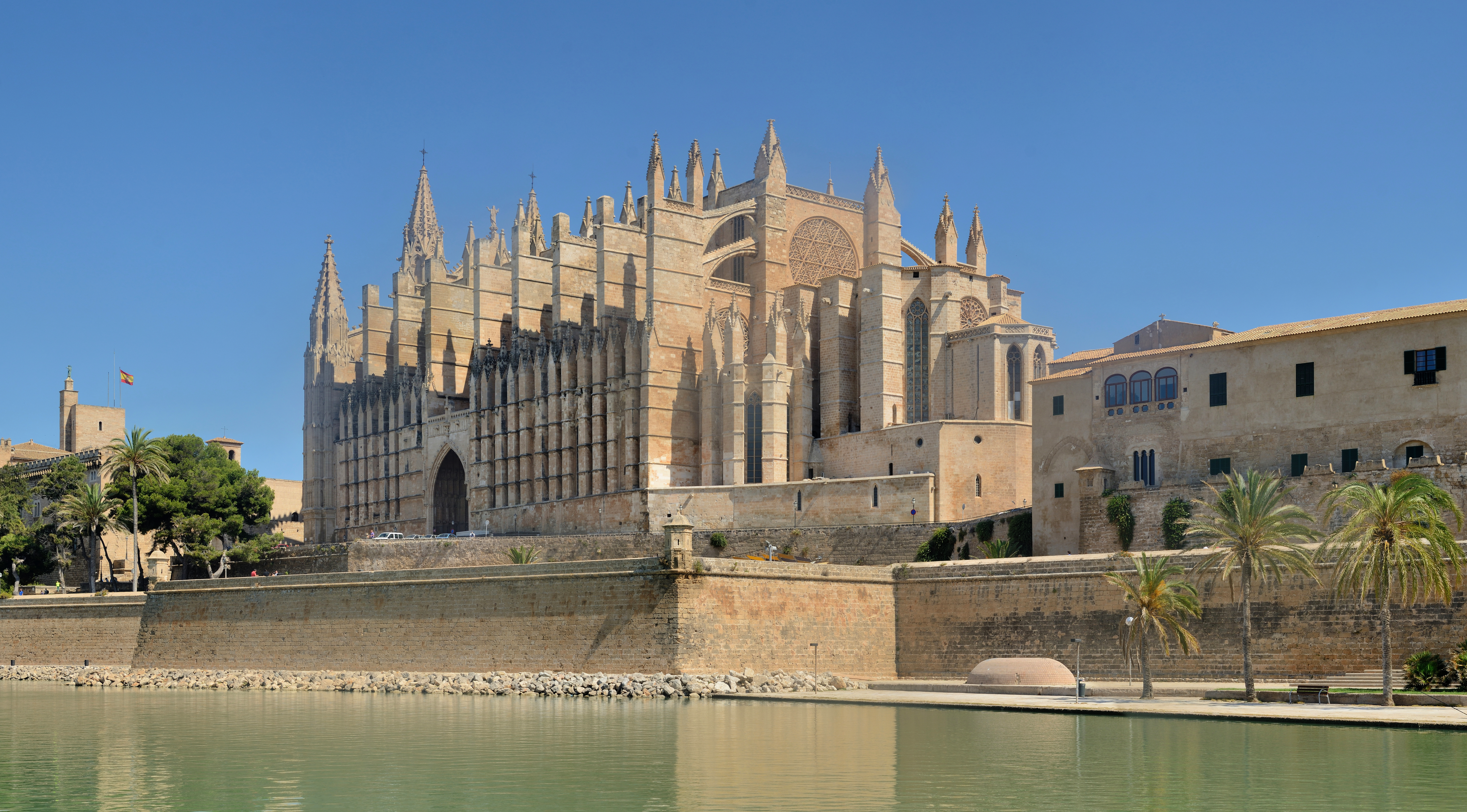
Katedrála La Seu v Palma de Mallorca

Katedrála Panny Marie v mallorském hlavním městě Palma de Mallorca, nazývaná také La Seu je jedna z největších gotických katedrál v Evropě, pocházející z roku 1230. Patří mezi kulturní památky na území Španělska a od roku 1931 je zapsaná na seznamu Bien de Interés Cultural (BIC).

## Historie vzniku
Aragonský král Jakub I. Dobyvatel (katalánsky: Jaume I. el Conqueridor) se rozhodl zbavit ostrov Mallorca nadvlády Arabů a vrátit ho zpět mezi křesťanská území. V roce 1229 ho čekala velká bitva a když se blížil se svým loďstvem ke břehům ostrova, zastihla ho na moři velká bouře. Král Jakub I. učinil slib, že když vyvázne se svými lidmi z bouře a vyhraje bitvu, postaví dóm na počest Panny Marie. Tak se také stalo a v roce 1230 byl na ruinách arabské mešity položen základní kámen budoucí katedrály.
Stejně jako všechny ostatní gotické katedrály, nebyla ani tato dokončena v době svého vzniku, ale pracovalo se na ní ještě několik dalších století. V roce 1346 byla zasvěcena Panně Marii, dokončena byla v roce 1601. Při zemětřesení v roce 1851 se zřítila západní část katedrály, která byla obnovena při velké rekonstrukci v letech 1904 – 1914.

## Architektura

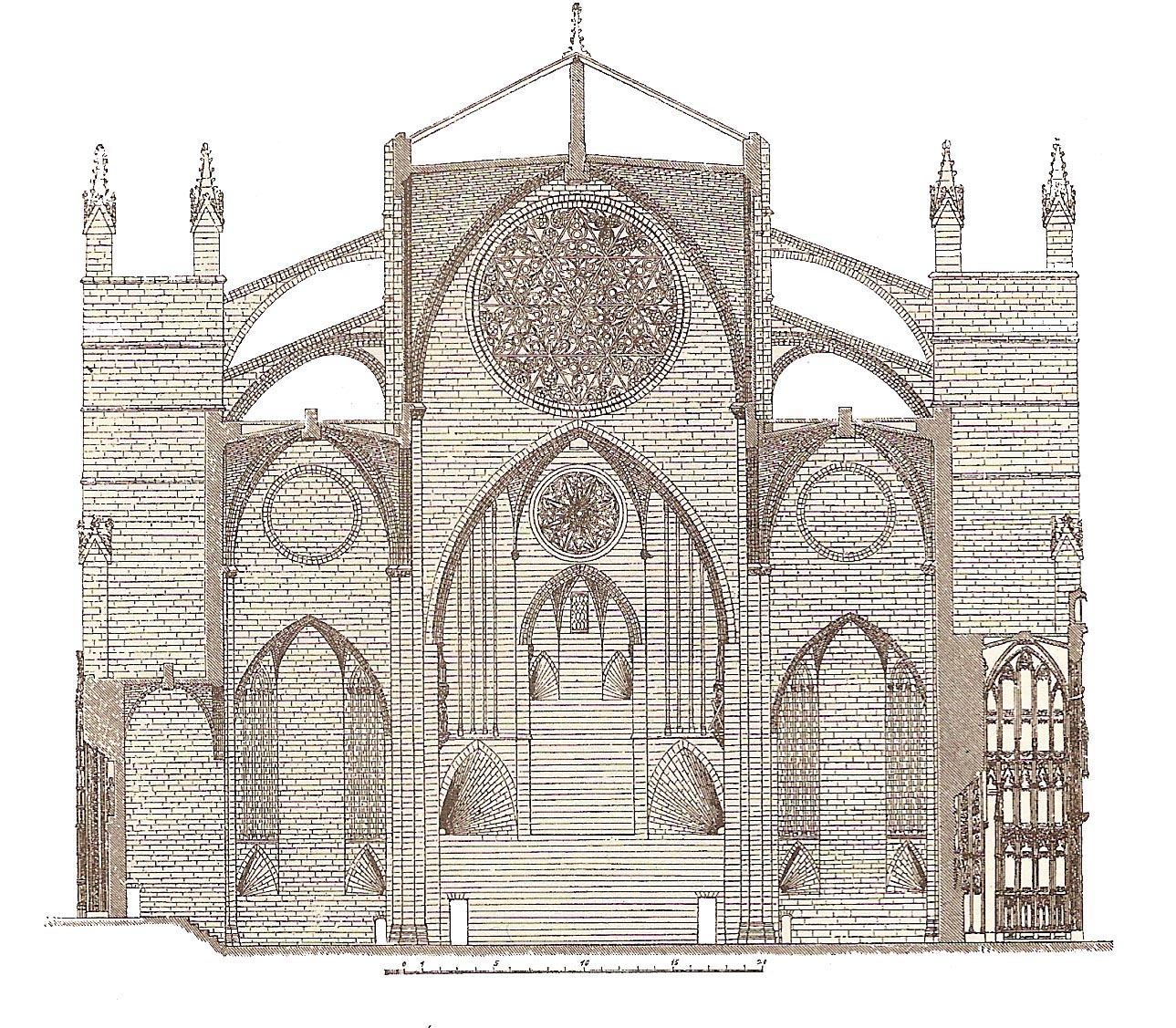
Řez katedrálou (autor nákresu: Ludvík Salvátor Toskánský, 1882)

Mohutná stavba se rozkládá na ploše 6 655 m² v délce 121 m a šířce 55 m. Je postavena z pískovce zlatohnědé barvy. Její katalánský gotický styl se liší od klasického francouzského stylu. I když nezapře silný vliv gotických staveb z Île-de-France, jsou zde patrné i prvky arabské architektury, např. úzká postranní okna a jejich obloukové zakončení. Dvě hlavní věže mají výšku 67,5 m. Zvonice s 9 zvony ze 13. století je vysoká 48 m.
Vzhledem k tomu, že od moře hrozilo neustále nebezpečí od cizích dobyvatelů, pirátů a loupeživých korzárů, stávala se katedrála postupně, stavebními úpravami i vzhledem, spíše nedobytnou pevností, než svatostánkem.
Katedrála má tři brány: na jižní straně Portal del Mirador, na západní straně Portal Major a na severní straně Portal de l'Almoina, který slouží zároveň jako hlavní vchod pro návštěvníky. Poblíž zvonice se v areálu nachází muzeum, kde jsou uloženy rukopisy, přenosné oltáře a ostatky svatých.

### Interiér

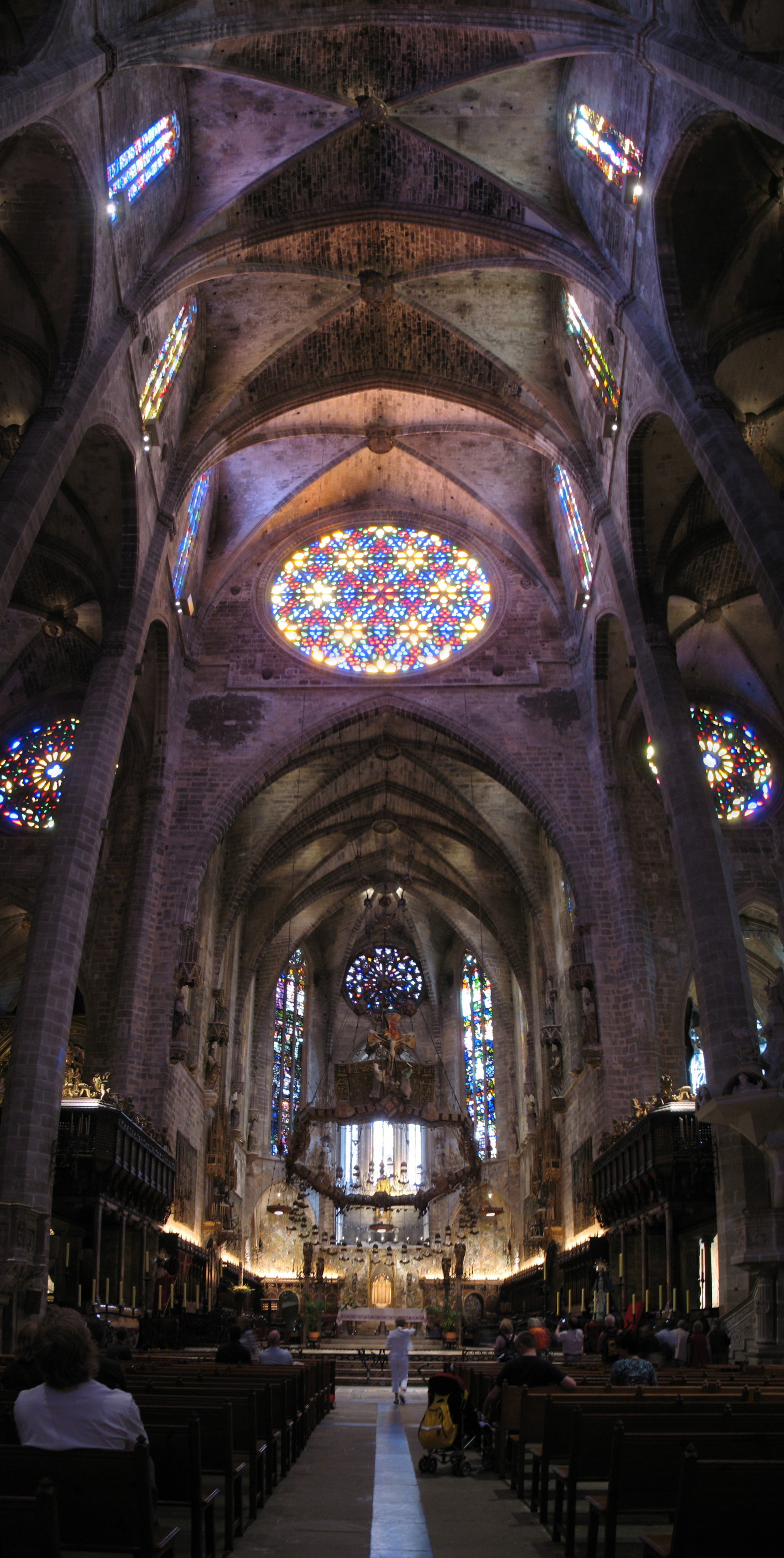
Interiér katedrály

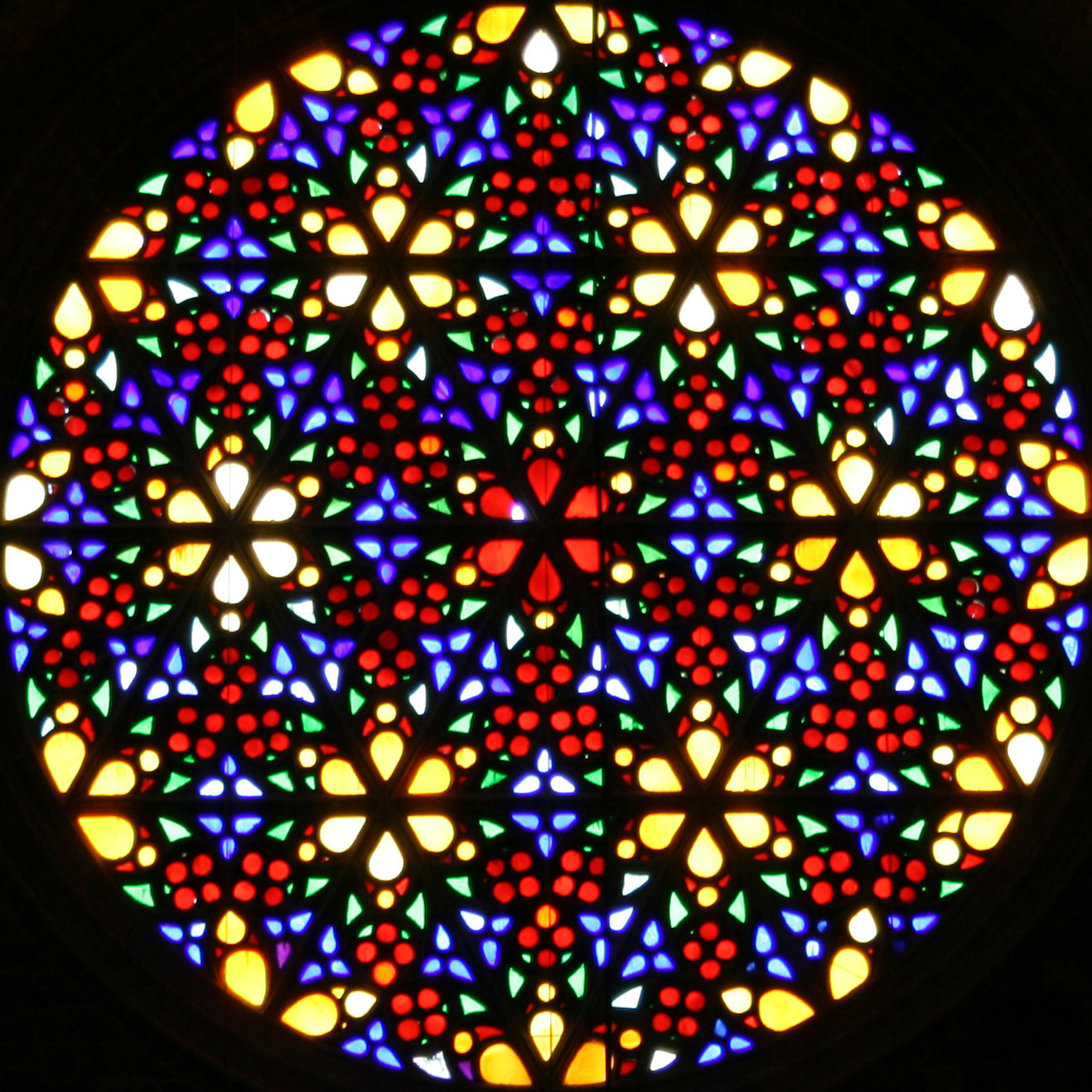
Detail růžicového okna

V protikladu k mohutnosti vnější stavby se uvnitř katedrály uplatňuje především světlo a prostor. Interiéru dominují velká růžicová okna, z nichž největší, v průčelí, má průměr 13,3 m. Díky světelným efektům, vznikajícím průchodem světla těmito i postranními okny s výraznou barevnou mozaikou, získala katedrála, která je též bazilikou přízvisko "katedrála světla".
Klenutý strop hlavní lodi, vysoký 44 m, nese 14 štíhlých sloupů. V bočních lodích jsou umístěny kaple. V kapli Nejsvětější Trojice (Capella de la Trinitat) jsou uloženy sarkofágy s ostatky mallorských panovníků. Kromě kaplí se v interiéru nachází starý a nový kapitulní sál, křížová chodba, kazatelna, hlavní, sloupové varhany, oltáře a biskupské křeslo.
Presbytář má polygonální tvar. Hlavní oltář, nad nímž je zavěšena dřevěné skulptura Ježíše Krista na kříži, byl v roce 1914 doplněn o baldachýn s osvětlením, znázorňující trnovou korunu. Jedná se o dílo španělského umělce Antoni Gaudího. V roce 2007 byly v kapli Svatého otce instalovány keramické plastiky a sochy mallorského výtvarníka Miquela Barceló za účasti španělského krále Juana Carlose I.

## Zajímavosti
Katedrála stojí v sousedství paláce Almudaina, jedné z mála dochovaných maurských staveb na Mallorce. Původní sídlo maurských vezírů se stalo později rezidenčním palácem mallorských panovníků a je jednou z oficiálních rezidencí španělské královské rodiny.

## Galerie

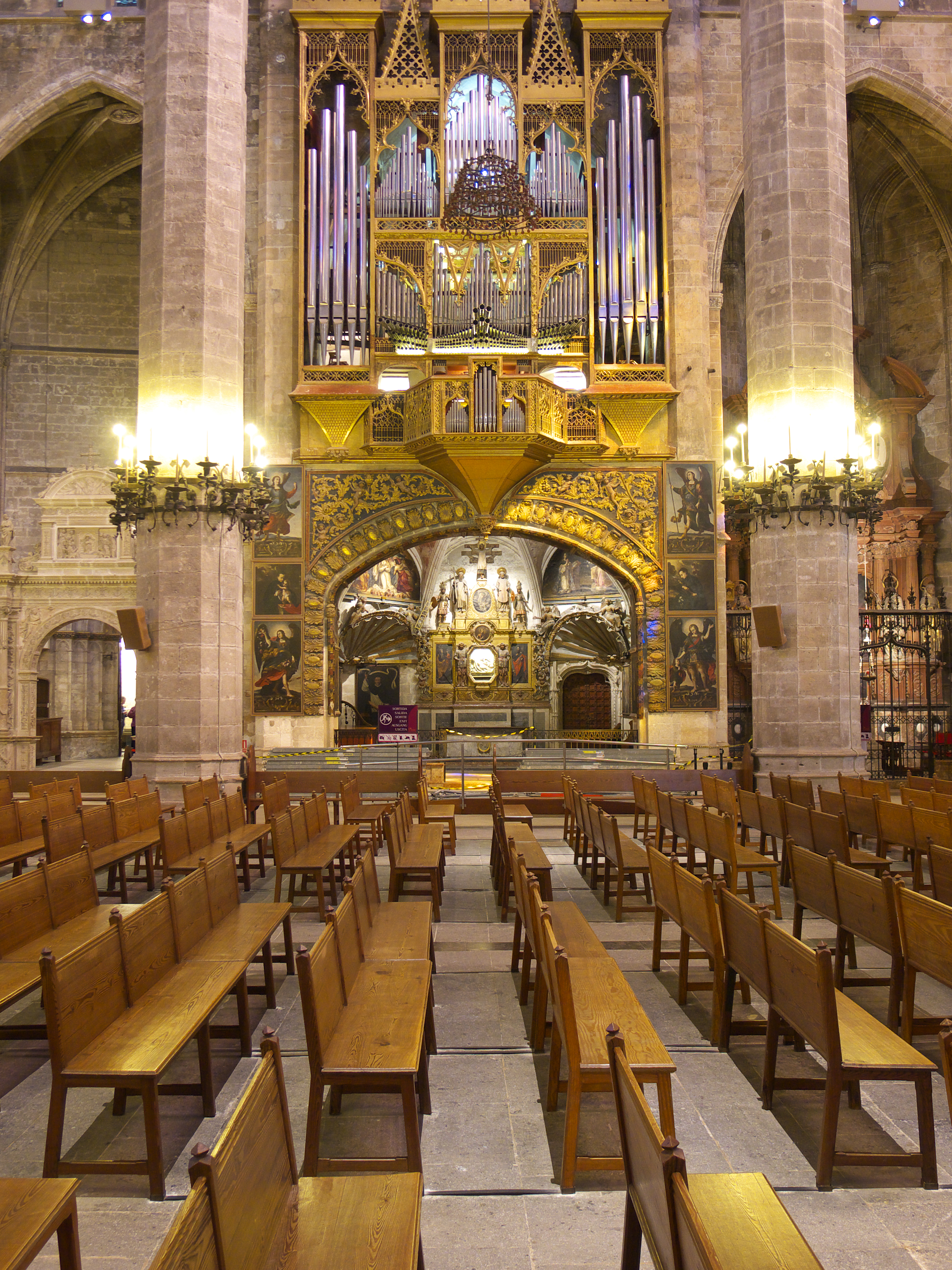
Varhany
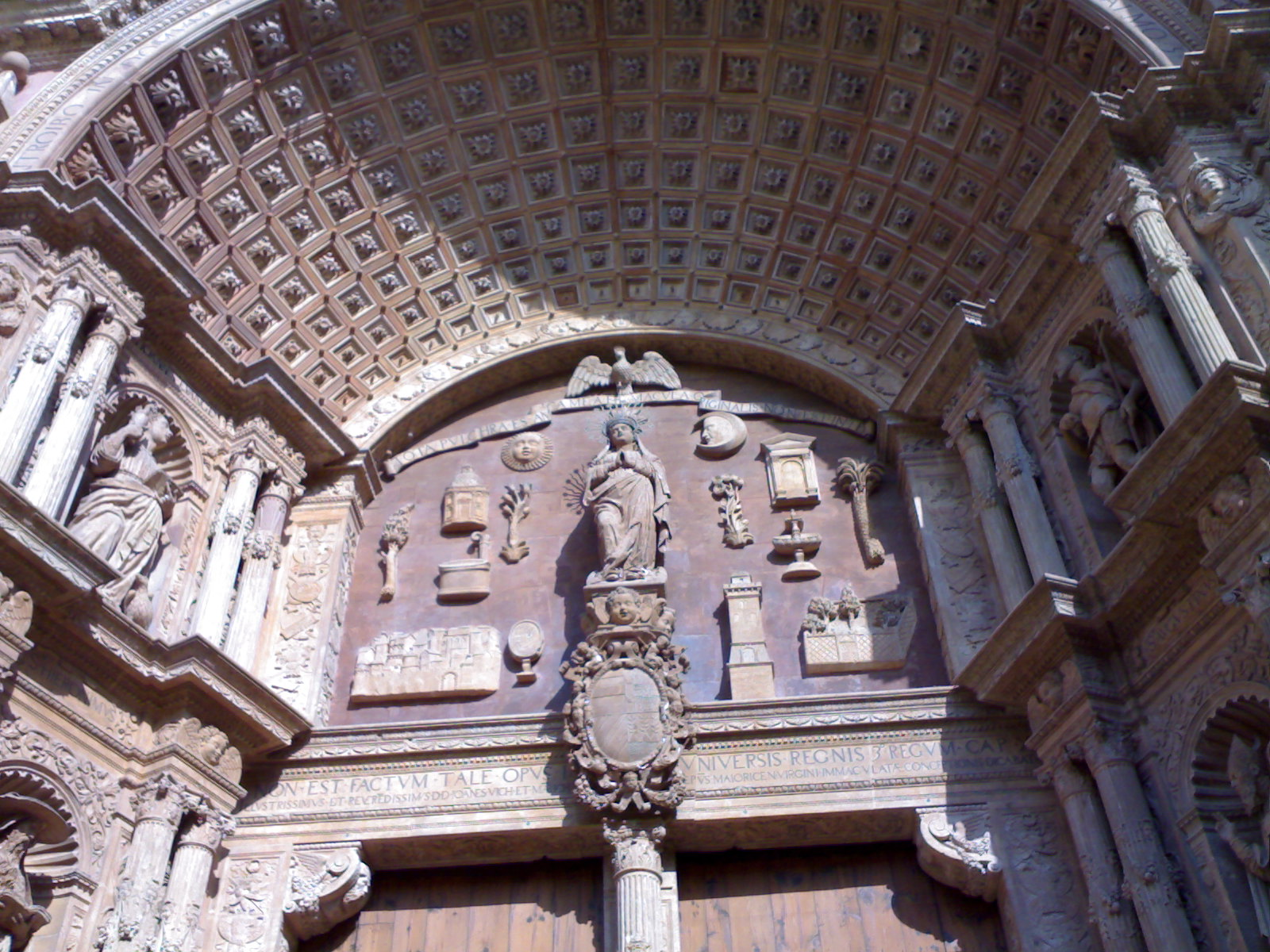
Detail fasády
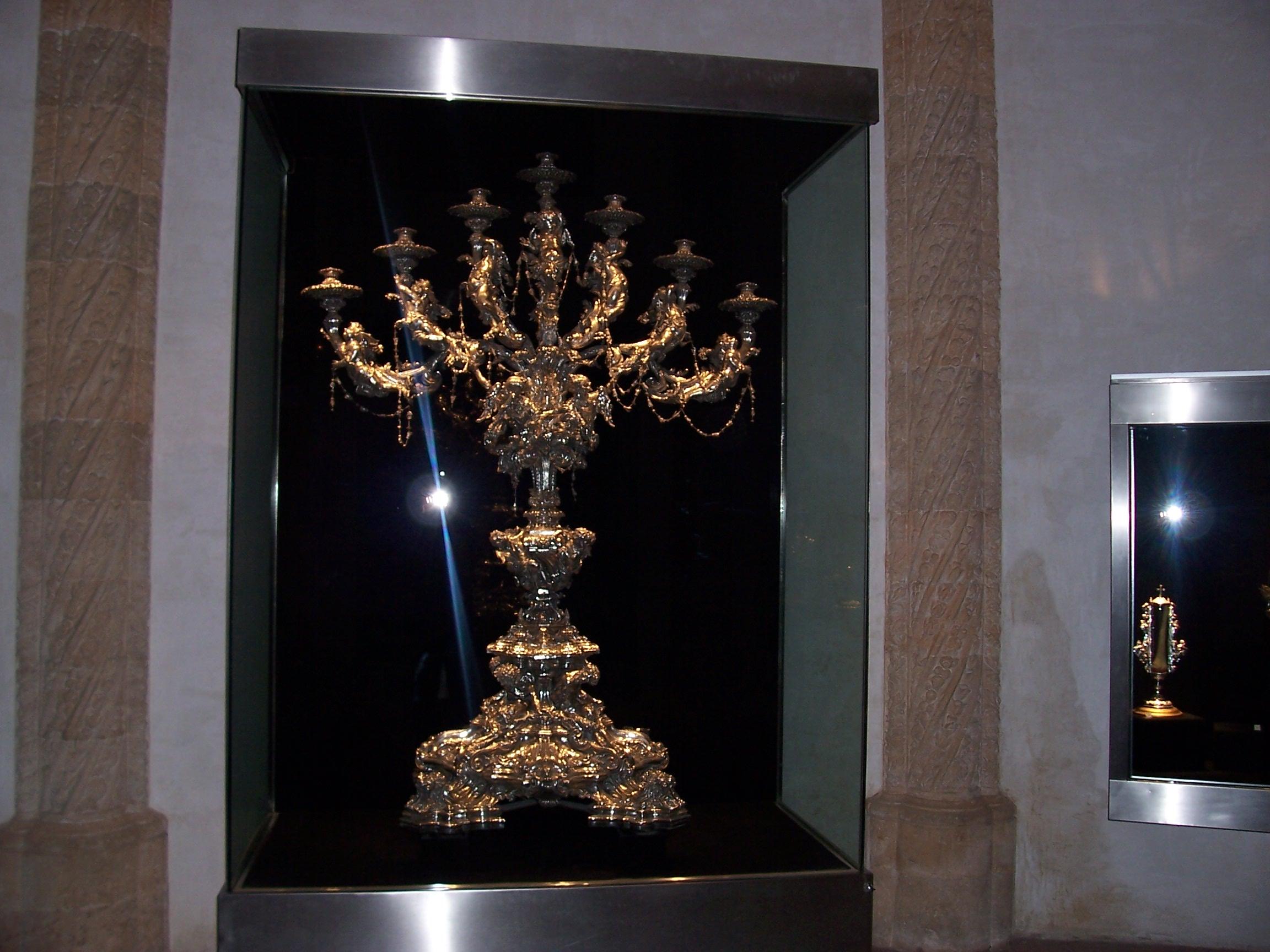
Muzeum